# ایرنا خورینسکا
ایرِنا خورینسکا (لهستانی: Irena Choryńska؛ ‏ ۷ اکتبر ۱۹۲۶–۲۵ سپتامبر ۲۰۱۰) تدوین‌گر اهل لهستان بود. وی بابت مشارکت‌های فرهنگی-هنری‌اش برندهٔ صلیب سیمین شایستگی شد. او همچنین ۲ بار برندهٔ جایزهٔ «بهترین تدوین» در جشنواره فیلم گدنیا شده است.

## گزیدهٔ فیلم‌شناسی
- دیروز (۱۹۸۵)
- کونگ-فو (۱۹۷۹)
- آزمون بازیگری (۱۹۷۶)
- مروارید دیهیم (۱۹۷۱)
- نمک زمین سیاه (۱۹۷۰)